# Wesley So
Wesley So (ur. 9 października 1993 w Manili) – filipiński szachista, reprezentant Stanów Zjednoczonych od 2014, arcymistrz od 2008 roku.

## Kariera szachowa
Wielokrotnie reprezentował barwy swojego kraju na mistrzostwach świata juniorów w różnych kategoriach wiekowych, w roku 2005 zajmując IV miejsce w grupie do lat 12. W następnym roku zadebiutował w reprezentacji Filipin na szachowej olimpiadzie w Turynie. Był jednocześnie najmłodszym uczestnikiem tych zawodów.
Inne sukcesy:
- 2006 maj – pierwsza norma mistrza międzynarodowego (Dubai Open Chess Championship),
- 2006 czerwiec – druga norma mistrza międzynarodowego (San Marino Open Internationale de Scacchi),
- 2006 sierpień – trzecia norma mistrza międzynarodowego (Malaysia Open Chess Championship),
- 2006 październik – tytuł mistrza międzynarodowego przyznany przez FIDE,
- 2006 listopad – pierwsza norma arcymistrzowska (Bayerische Schach Meisterschaft),
- 2007 październik – druga norma arcymistrzowska (World Junior Chess Championship),
- 2007 grudzień – trzecia norma arcymistrzowska (Pichay Cup International Open) uzyskana w wieku 14 lat, 1 miesiąca i 28 dni,
- 2008 – dz. I m. w otwartym turnieju w Dubaju (wspólnie z Li Chao, Ehsanem Ghaemem Maghamim i Merabem Gagunaszwilim), dz. II m. w Subic Bay Freeport (za Jaysonem Gonzalesem, wspólnie z m.in. Jurijem Kuzubowem), I m. w Manili, dz. II m. w Vung Tau (za Lê Quang Liêmem, wspólnie z Zurabem Azmaiparaszwilim),
- 2009 – I m. w Wijk aan Zee (turniej Corus–C),
- 2011 – dz. I m. w Malmö (turniej Sigeman & Co, wspólnie z Aniszem Girim i Hansem Tikkanenem),
- 2013 – dz. I m. w Reykjavíku (turniej Reykjavík Open, wspólnie z Pawło Eljanowem i Bassemem Aminem), złoty medal letniej uniwersjady w Kazaniu,
- 2014 – I m. w Hawanie (memoriał José Raúla Capablanki)[4], I m. w Bergamo (turniej ACP Golden Classic)[5], I m. w Las Vegas (turniej North American Open)[6],
- 2015 – dz. II m. Wijk aan Zee (turniej Tata Steel, za Magnusem Carlsenem, wspólnie z Maximem Vachier-Lagrave'em, Aniszem Girim i Ding Lirenem)[7], brązowy medal indywidualnych mistrzostw Stanów Zjednoczonych w Saint Louis[8],
- 2022 – III m. w FIDE Grand Prix 2022, zdobywając 17 pkt. przed drugim Richárd Rapportem i pierwszym Hikaru Nakamurą[9].
- 2024 – III m.  na Mistrzostwach Świata w Szachach Błyskawicznych[10].

Wielokrotnie reprezentował Filipiny w turniejach drużynowych, m.in.:
- czterokrotnie na olimpiadach szachowych (w latach 2006, 2008, 2010, 2012)[11],
- dwukrotnie na olimpiadach szachowych juniorów do 16 lat (w latach 2007, 2008); czterokrotny medalista: wspólnie z drużyną – dwukrotnie brązowy (2007, 2008) oraz indywidualnie – dwukrotnie złoty (2007 – na I szachownicy, 2008 – na I szachownicy)[12],
- na igrzyskach azjatyckich (w roku 2010); medalista: wspólnie z drużyną – srebrny (2010)[13],
- na halowych igrzyskach azjatyckich (w roku 2007)[14].

Jest pierwszym w historii filipińskim szachistą, który przekroczył granicę 2700 punktów rankingowych (a następnie, już jako reprezentant USA, także 2800 pkt.). Najwyższy ranking w karierze (stan na marzec 2020) osiągnął 1 lutego 2017, z wynikiem 2822 punktów zajmował wówczas 2. miejsce na światowej liście FIDE, jednocześnie zajmując 1. miejsce wśród amerykańskich szachistów (01.07.2019).